# 谢欣哲
谢欣哲，于1991年在中國湖北出生。他是长安福特车队4号车手。作为一名职业车手，他参加过中国卡丁车锦标赛、福特康巴斯方程式、亚洲方程式国际公开赛、中国方程式大奖赛。长安福特从2007年开始启动了年轻车手培养计划（福特方程式），谢欣哲2008年入选。第一次参加中国房车锦标赛时就获得分站季军，2012年他获得中国量产车组年度冠军。
2013年，謝欣哲簽約加入长安福特车队。

## 比赛经验和成绩

### 2013
- 中国房车锦标赛 CTCC 超级量产车组别第三站 第四名

### 2012
- 中国房车锦标赛上海站 季军
- 中国房车锦标赛珠海站 杆位及冠军
- 中国房车锦标赛天马山站 冠军
- 中国房车锦标赛 中国量产车组年度冠军[3]

### 2011
- 中国房车锦标赛上海站 季军
- 中国房车锦标赛肇庆站 季军
- 参加进口大众尚酷R杯
- 参加香港房车锦标赛

### 2010
- 中国方程式大奖赛北京站 冠军

### 2009
- 亚洲方程式国际公开赛 年度季军
- 挑战者方程式系列赛上海站 亚军